# 5741 Аканемарута
5741 Аканемарута (1989 XC, 1986 CX1, 5741 Akanemaruta) — астероїд головного поясу.
Тіссеранів параметр щодо Юпітера — 3,290.